# Francisco Luis Córdoba
Francisco Luis Córdoba Berjillos (Navas del Selpillar, Lucena, Córdoba; 1955) es un periodista español.

## Biografía
Licenciado en Periodismo por la Facultad de Ciencias de la Información (Universidad Complutense de Madrid) y en Derecho por la Facultad de Derecho (Universidad Complutense de Madrid) y diplomado en Gestión de Empresas Audiovisuales, empezó su carrera profesional en el diario sevillano de El Correo de Andalucía; posteriormente fue redactor y llegó a ser, director en funciones de La Voz de Córdoba. Durante esta época también fue el corresponsal de Córdoba de El País.
Tras el cierre de La Voz de Córdoba, fue durante tres años (1985-1988), redactor jefe de Diario Córdoba y durante cinco, presidente de la Asociación de la Prensa de Córdoba (1983-1988). También participó en la fundación de la Asociación de la Prensa de Sevilla.
Cerrada esta etapa, en el año 1988 participó como director-fundador, en la creación de los periódicos, El Periódico del Guadalete y El Periódico de la Bahía, de los cuales fue director hasta octubre de 1990 Ulteriormente, es director de los Servicios Informativos de la Junta de Andalucía durante casi siete años (octubre de 1990 - mayo de 1997) y profesor asociado de la Facultad de Ciencias de la Información de Sevilla y de la Universidad Internacional de Andalucía entre 1994 y 1998
En mayo de 1997 inicia una nueva etapa profesional en la Radio y Televisión de Andalucía, como jefe de Informativos de Canal Sur Televisión hasta el año 2000 y luego, desde esa fecha y hasta octubre de 2005, como subdirector de Informativos de la RTVA.
En noviembre de 2005 fue nombrado director del Córdoba, en sustitución de Alfonso S. Palomares, puesto que ha desempeñado hasta el 9 de julio de 2019.Al mismo tiempo, entre noviembre de 2015 y febrero de 2020 fue nombrado presidente del Consejo Social de la Universidad de Córdoba por el Consejo de Gobierno de la Junta de Andalucía.

### Vida privada
Está casado y tiene dos hijos.